# Dinamarca
Dinamarca (em dinamarquês:  Danmark) é um país nórdico na porção centro-sul do Norte da Europa. É a parte metropolitana e o constituinte mais populoso do Reino da Dinamarca, um Estado constitucionalmente unitário que inclui os territórios autônomos das Ilhas Faroé e da Gronelândia no Oceano Atlântico Norte. A Dinamarca metropolitana é o mais meridional dos países escandinavos, situando-se a sudoeste e sul da Suécia, ao sul da Noruega e ao norte da Alemanha, com a qual partilha uma curta fronteira.
Em 2013, o Reino da Dinamarca, incluindo as Ilhas Faroé e a Groenlândia, tinha um total de 1.419 ilhas com mais de 100 metros quadrados de área; 443 delas foram nomeadas e 78 são habitadas. Abrangendo uma área total de 43 943 quilômetros quadrados, a Dinamarca metropolitana consiste na parte norte da península da Jutlândia e em um arquipélago de 406 ilhas. Destas, a ilha mais populosa é a Zelândia, na qual está situada a capital e maior cidade, Copenhague, seguida por Funen, a Ilha da Jutlândia do Norte e Amager. A Dinamarca possui terras planas e aráveis, costas arenosas, baixas elevações e um clima temperado. Tinha uma população de 5.964.059 (1 de dezembro de 2023), dos quais cerca de 800 mil vivem em Copenhaga (2 milhões na região metropolitana). A Dinamarca exerce influência hegemônica no reino dinamarquês, devolvendo poderes para lidar com assuntos internos. O autogoverno foi estabelecido nas Ilhas Faroé em 1948 e na Groenlândia em 1979; este último obteve maior autonomia em 2009.
O Reino unificado da Dinamarca emergiu no século VIII d.C. como uma potência marítima proficiente em meio à luta pelo controle do Mar Báltico. Em 1397, juntou-se à Noruega e à Suécia para formar a União de Kalmar, que persistiu até a secessão desta última em 1523. O restante Reino da Dinamarca e Noruega sofreu uma série de guerras no século XVII que resultaram em novas cessões territoriais. Uma onda de movimentos nacionalistas no século XIX foi derrotada na Primeira Guerra Schleswig de 1848. A adoção da Constituição da Dinamarca em 5 de junho de 1849 pôs fim à monarquia absoluta e introduziu o atual sistema parlamentar. Exportador industrializado de produtos agrícolas na segunda metade do século XIX, a Dinamarca introduziu reformas sociais e do mercado de trabalho no início do século XX, que formaram a base para o atual modelo de estado de bem-estar social com uma economia mista avançada. A Dinamarca permaneceu neutra durante a Primeira Guerra Mundial, mas a neutralidade dinamarquesa foi violada na Segunda Guerra Mundial por uma rápida invasão alemã em abril de 1940. Durante a ocupação, surgiu um movimento de resistência em 1943, enquanto a Islândia declarou independência em 1944; a Dinamarca foi libertada após o fim da guerra, em maio de 1945. Em 1973, a Dinamarca, juntamente com a Gronelândia, mas não as Ilhas Faroé, tornou-se membro do que hoje é a União Europeia, mas negociou certas opções de exclusão, como a manutenção da sua própria moeda, a coroa dinamarquesa.
A Dinamarca é um país desenvolvido com um elevado padrão de vida e foi o primeiro país a reconhecer legalmente o casamento entre pessoas do mesmo sexo. É membro fundador da OTAN, do Conselho Nórdico, da OCDE, da OSCE e das Nações Unidas, além de fazer parte do Espaço Schengen. A Dinamarca mantém estreitos laços políticos, culturais e linguísticos com os seus vizinhos escandinavos, sendo a língua dinamarquesa parcialmente inteligível mutuamente com o norueguês e o sueco. O sistema político dinamarquês é utilizado na ciência política como um ponto de referência para uma governança quase perfeita e o termo "chegar à Dinamarca" é utilizado para descrever como outros países podem melhorar os seus governos.

## Etimologia
A etimologia da palavra Dinamarca e, especialmente, a relação entre os dinamarqueses e a Dinamarca e a unificação do país como um único reino, ainda são assuntos que atraem debate. Esta discussão é centrada principalmente no prefixo "Dan" e se refere aos danos ou uma pessoa histórica chamada Dan. A questão é ainda mais complicada por uma série de referências a vários danos na Escandinávia ou em outros lugares na Europa em fontes gregas e romanas (como Ptolomeu, Jordanes e Gregório de Tours), bem como na literatura medieval (como Adão de Bremen, Beowulf, Widsith e Edda em verso).
A maioria dos manuais considera a origem da primeira parte da palavra, bem como o nome das pessoas, de uma palavra que significa "terra plana", relacionada com as palavras em alemão tenne e em sânscrito dhanus (धनुस्; "deserto"). O sufixo marca provavelmente significa marca (território), mas, no entanto há quem lhe atribuía como sendo "floresta" ou "fronteira", com referências prováveis para as florestas de fronteira no sul do Schleswig.

## História

### Pré-história
Os primeiros achados arqueológicos da Dinamarca remontam ao período interglacial de Eem, de 130 000 a 110 000 a.C. A Dinamarca é habitada desde cerca de 12 500 a.C. e a agricultura é evidente desde 3900 a.C. Uma garota provavelmente com cabelos escuros, pele escura e olhos azuis, caçadora-coletora morava no sul da Dinamarca há 5 700 anos. A Idade do Bronze Nórdica (1800–600 a.C.) na Dinamarca foi marcada por túmulos, o que deixou uma abundância de descobertas, incluindo lurs e o carro solar.
Durante a Idade do Ferro pré-romana (500 a.C.–1 d.C.), os grupos nativos começaram a migrar para o sul, e os primeiros dinamarqueses tribais chegaram ao país entre a Idade do ferro pré-romana e a alemã, na Idade do ferro romana (1–400 d.C.). As províncias romanas mantinham rotas comerciais e relações com tribos nativas na Dinamarca, e moedas romanas foram encontradas na Dinamarca. Evidências de forte influência cultural celta datam deste período na Dinamarca e em grande parte do noroeste da Europa e estão entre outras coisas refletidas na descoberta do caldeirão de Gundestrup.
As estruturas de defesa de Danevirke foram construídas em fases a partir do século III e o tamanho dos esforços de construção em 737 d.C. é atribuído ao surgimento de um rei dinamarquês. Um novo alfabeto rúnico foi usado pela primeira vez na mesma época e Ribe, a cidade mais antiga da Dinamarca, foi fundada por volta de 700 d.C.

### Viking
Do século VIII ao X, a região escandinava mais ampla foi a fonte dos vikings. Eles colonizaram, invadiram e negociaram em todas as partes da Europa. Os Vikings dinamarqueses eram mais ativos nas Ilhas Britânicas do leste e sul e na Europa Ocidental.

### Antiguidade, Idade Média e Era Moderna

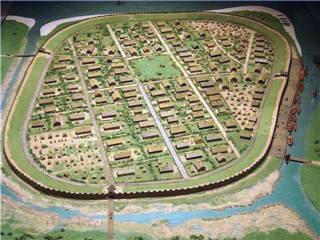
A vila viquingue de Aarhus em 950

A origem da Dinamarca está perdida na pré-história. Sua fortaleza mais velha é datada do século VII, ao mesmo tempo que o novo alfabeto rúnico. A Dinamarca foi unida por Haroldo Dente-Azul por volta de 958 d.C.
Após o século XI, os dinamarqueses ficaram conhecidos como viquingues, colonizando, invadindo e negociando em toda a Europa.
Em vários momentos da história, a Dinamarca controlou a Inglaterra, Noruega, Suécia, Islândia, parte das Ilhas Virgens, partes da costa Báltica e o que é agora o norte da Alemanha. A Escânia foi parte da Dinamarca na maior parte de sua história, mas foi perdida para a Suécia em 1658.

### Século XIX
A união com a Noruega foi dissolvida em 1814, quando Noruega entrou em uma nova união com a Suécia (até 1905). O movimento liberal e nacional dinamarquês teve seu momento culminante em 1830, e após as revoluções europeias de 1848, a Dinamarca tornou-se uma monarquia constitucional em 1849. O ducado de Schleswig tornou-se propriedade pessoal do rei da Dinamarca em 1460. As tentativas feitas a partir de 1846 pela Dinamarca para anexar o ducado de Schleswig, assim como também o ducado de Holstein, fracassaram durante a guerra dos Ducados (1864). Depois da guerra austro-prussiana em 1866, a Prússia, vitoriosa na guerra, anexou ambos os ducados e aproveitou para dissolvê-los transformando-os numa única unidade a província do Schleswig-Holstein. Estes ducados sempre fizeram parte do Sacro Império Romano Germânico até Napoleão dissolver este Império em 1806.
Derrotado Napoleão, após o Congresso de Viena em 1815, os ducados Schleswig e Holstein passaram a fazer parte da Confederação Germânica, herdeira natural do Sacro Império Romano Germânico, visto que estes ducados nunca pertenceram à Dinamarca, mas eram apenas propriedade pessoal dos seus soberanos simultaneamente reis da Dinamarca; um século depois em 1920, mediante plebiscito realizado devido à derrota da Alemanha na Primeira Guerra Mundial, uma das regiões plebiscitárias, o norte do Schleswig (Abstimmungsgebiet) foi cedida à Dinamarca, onde ainda hoje há alguns núcleos populacionais maioritariamente de língua alemã, cujos direitos como minoria nacional estão reconhecidos internacionalmente. Depois da Segunda gGuerra de Schleswig em 1864, o rei da Dinamarca teve que ceder os ducados de Schleswig e Holstein à Prússia em resultado da sua derrota pessoal, este episódio por simbiose marcou profundamente a identidade nacional dinamarquesa.

### Século XX

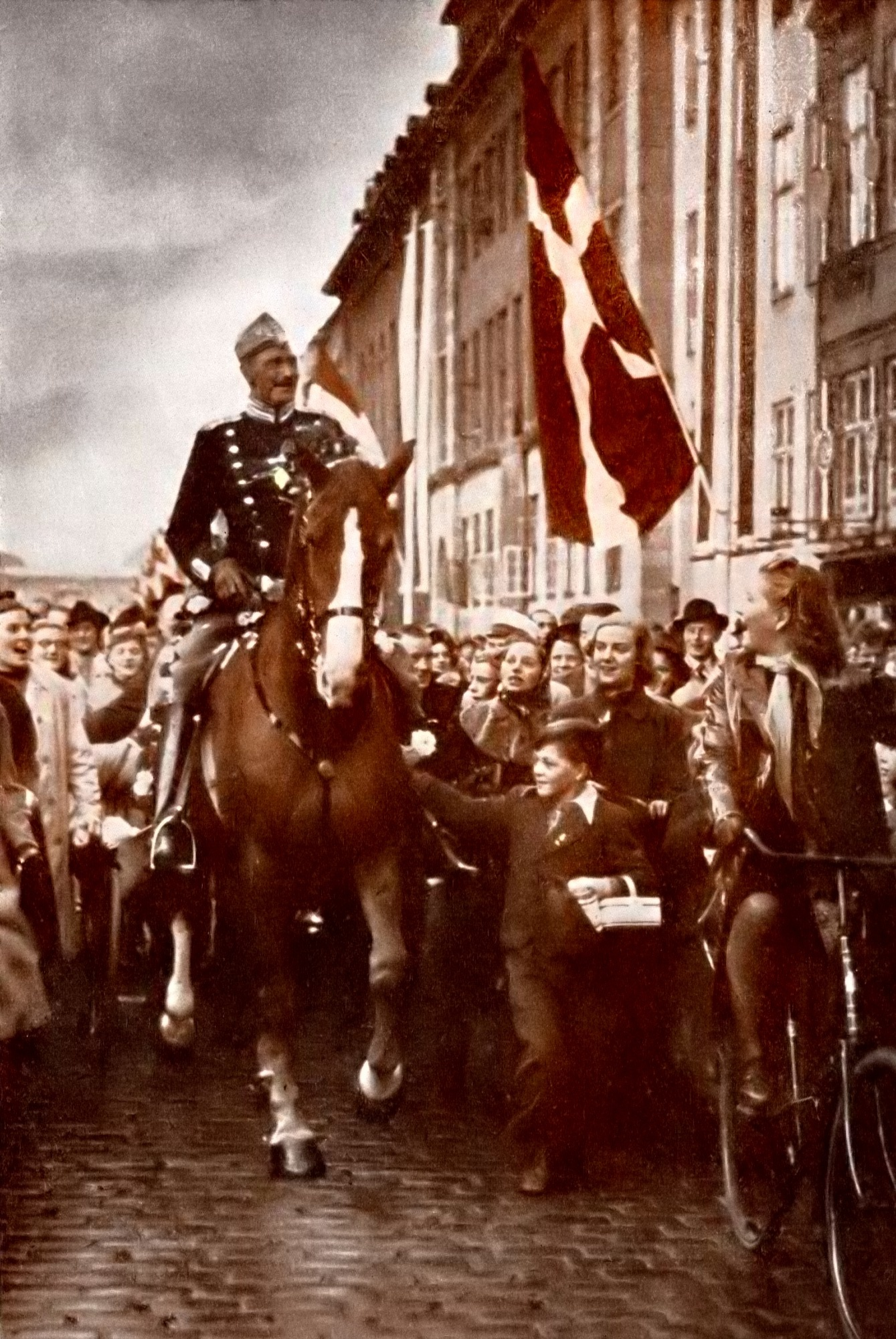
Durante a ocupação alemã, o rei Cristiano X tornou-se um poderoso símbolo da soberania nacional. Esta imagem data do aniversário do rei, em 26 de setembro de 1940.

Após a derrota frente à Prússia, a Dinamarca adotou uma política de neutralidade, permanecendo neutra na Primeira Guerra Mundial. Em 9 de abril de 1940, a Dinamarca foi invadida pela Alemanha Nazista (operação Weserübung) e permaneceu ocupada durante toda a Segunda Guerra Mundial, apesar de alguma pequena resistência interna. O país tentou ser o mais neutro possível e não ceder o seu poder interno ao controle nazista, sendo socialista na época, tentando inclusive persuadir dinamarqueses a não se afiliarem ao exército alemão, que ao fim da guerra, começou a intensificar este. Ao fim de 1944, poucos dinamarqueses apoiavam o regime de Hitler — ainda menos do que em 1940, justificando assim o aumento da resistência interna com atentados a soldados nazistas.
A mudança constitucional em 1953 levou a um parlamento de câmara única eleito por representação proporcional, a adesão feminina ao trono dinamarquês, e da Groenlândia se tornando parte integrante da Dinamarca. Os social-democratas lideraram uma série de governos de coalizão pela maior parte da segunda metade do século XX em um país geralmente conhecida por suas tradições liberais.
Após a Segunda Guerra Mundial, a Dinamarca tornou-se um dos membros fundadores da Associação Europeia de Livre Comércio (EFTA), da Organização do Tratado do Atlântico Norte (OTAN) e das Nações Unidas. Durante os anos 1960, os países da EFTA eram muitas vezes referidos como os Sete Exteriores, ao contrário dos Seis Interiores do que era então a Comunidade Econômica Europeia (CEE).
Em 1973, juntamente com o Reino Unido e a Irlanda, a Dinamarca aderiu à Comunidade Econômica Europeia, que posteriormente iria formar a União Europeia (UE) após um referendo público. O Tratado de Maastricht, que envolvia uma maior integração europeia, foi rejeitado pelo povo dinamarquês em 1992; ele só foi aceito depois de um segundo referendo, em 1993, e pela adição de certas disposições para a Dinamarca. Os dinamarqueses rejeitaram o Euro como moeda nacional em um referendo em 2000. A Groenlândia ganhou governo próprio em 1979 e foi premiada com a autodeterminação em 2009. A Groenlândia e as Ilhas Faroé não são membros da UE; as Ilhas Faroé saíram da CEE em 1973 e a Groenlândia em 1986, em ambos os casos por causa de políticas de pesca.

## Geografia

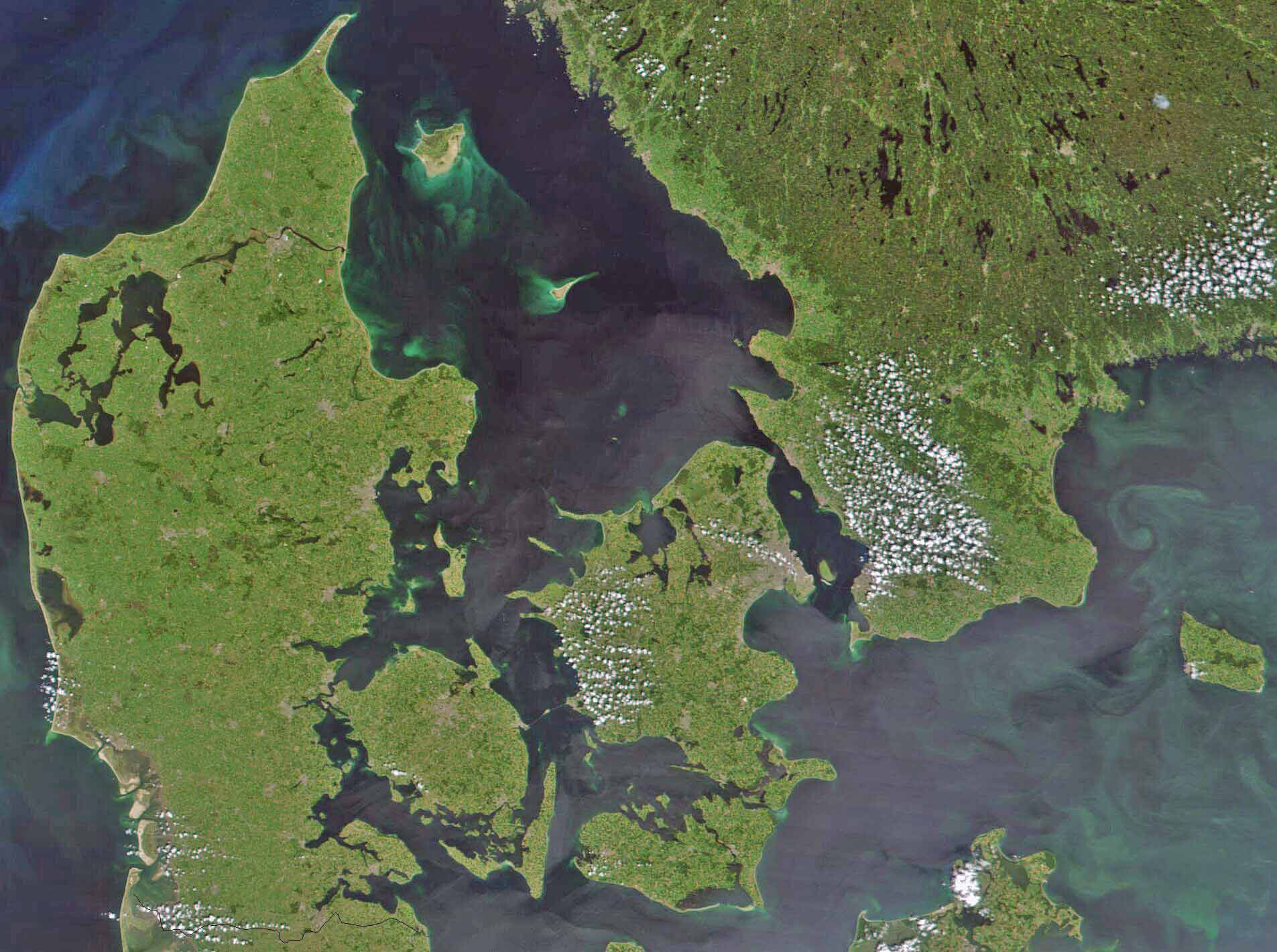
Imagem de satélite da Dinamarca

A Dinamarca compartilha uma fronteira de 68 km com a Alemanha no sul e é cercada por 7 314km de mar (incluindo pequenas baías e enseadas). Possui área total de 43 094 km². Desde 2000, a Dinamarca está ligada à Suécia pela Ponte do Øresund. A Dinamarca consiste na península da Jutlândia (Jylland) e de 443 ilhas com nome, das quais 76 são habitadas, e entre as quais as mais importantes são Fiónia e a Zelândia (Sjælland) onde localiza-se Copenhaga a capital do país. A ilha de Bornholm localiza-se um pouco para leste do resto do país, no mar Báltico. Muitas das ilhas estão ligadas por pontes.
O país é, em geral, plano e com poucas elevações, os pontos mais elevados são o Møllehøj, o Ejer Baunehøj e o Yding Skovhøj, todos com altitude apenas uns centímetros acima dos 170 m. O clima é temperado, com invernos suaves e verões frescos. As cidades principais são a capital, Copenhague (na Zelândia), Aarhus (na Jutlândia), Odense (em Fyn) e Aalborg (na Jutlândia). 
A Dinamarca encontra-se na zona de clima temperado. O inverno não é muito frio, com temperaturas médias em janeiro e fevereiro de 0 °C, e o verão é fresco, com uma temperatura média em agosto de 15,7 °C. A Dinamarca tem uma média de 712 mm de precipitação por ano; o outono é a estação do ano mais chuvosa e a primavera é a mais seca.

### Natureza e meio ambiente
A Dinamarca é o lar de cerca de 30 mil espécies de plantas, fungos e animais. Florestas cobrem aproximadamente 11% do território nacional, sendo tanto decíduas como coníferas, e constituindo o ecossistema mais diverso do país. Os ecossistemas marinhos também são diversos, com mais de 500 espécies de invertebrados nas águas interiores dinamarquesas. A biodiversidade do país está em declínio, com 1 514 espécies sendo colocadas na lista vermelha da União Internacional para Conservação da Natureza. A área ocupada por habitats abertos, como pântanos, dunas de areia e brejos está a diminuir, de 12,5% do território nacional em 1965 para 9,2% em 2000. A área ocupada por florestas, no entanto, está a crescer, devido à políticas de reflorestamento.

Cerca de 11% do território da Dinamarca é designado como áreas protegidas, um terço das quais estão nas categorias I e II da UICN. A Rede Natura 2000 consiste um total de 16 638 quilômetros quadrados, dos quais 3 591 são terrestres e 13 047 marinhos. De acordo com um estudo da Agência Europeia do Ambiente publicado em 2020, o país é o segundo pior em conservação ambiental na União Europeia, a frente apenas da Bélgica e atrás da Espanha. Há um total de 13 planos de manejo de espécies de plantas e animais, um plano de subsídios encoraja donos de terras privadas a plantarem florestas e a educação ambiental é promovida por uma série de ações escolares, que trouxeram resultados positivos.

## Demografia

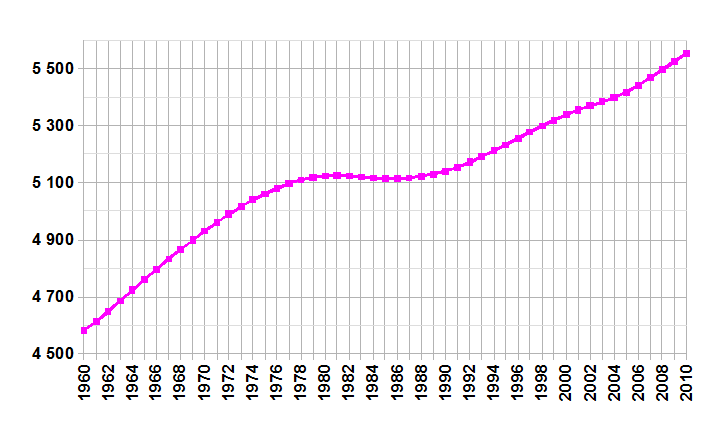
Gráfico da evolução demográfica da Dinamarca (1960 -2010)

De acordo com estatísticas de 2012 do governo dinamarquês, 89,6% da população de mais de 5 580 516 habitantes da Dinamarca é de ascendência dinamarquesa (definido como tendo pelo menos um pai que nasceu na Dinamarca e tem nacionalidade dinamarquesa). Muitos dos 10,4% restantes são imigrantes ou descendentes de imigrantes recentes de países vizinhos, além de Turquia, Iraque, Somália, Bósnia e Herzegovina, Sul da Ásia e do Oriente Médio.
A idade média é de 41,4 anos, com 0,97 homens por mulher. 99% da população (acima de 15 anos) é alfabetizada. A taxa de fecundidade é de 1,73 filhos por mulher (est. 2013). Apesar da baixa taxa de natalidade, a população continua a crescer a uma taxa média anual de 0,23%.
As línguas dinamarquesa, feroesa e groenlandesa são as línguas oficiais da Dinamarca continental, das Ilhas Faroé e da Gronelândia, respectivamente. O alemão é uma língua minoritária oficial no antigo condado sul de Jutlândia, perto da fronteira com a Alemanha. O dinamarquês é falado em todo o reino e é a língua nacional da Dinamarca. O inglês e alemão são as línguas estrangeiras mais faladas.
A Dinamarca é frequentemente classificada como o país mais feliz do mundo em estudos internacionais sobre níveis de felicidade entre a população.
Em 2002, o governo conservador e nacionalista impôs a chamada regra dos 24 anos: os dinamarqueses só podem casar com estrangeiros se ambos os envolvidos tiverem mais de 24 anos de idade e cumprirem um rigoroso conjunto de condições. Em 2015, o país adotou uma lei de confisco altamente controversa, que permitiu apreender dinheiro e objetos de valor superior a 1 340 euros pertencentes a migrantes. Em 2018, o Parlamento autorizou a transformação da pequena ilha de Lindholm num centro de detenção para estrangeiros condenados à prisão, mas que as convenções internacionais impediram de ser reenviados para o seu país de origem. Em 2019, os pedidos de asilo atingiram o seu nível mais baixo desde 2008.

### Composição étnica
De acordo com censos de 2009, 90,5% da população da Dinamarca era descendente da etnia dinamarquesa. O restante eram imigrantes — ou descendentes de imigrantes — vindos da Bósnia e Herzegovina, países vizinhos e Ásia. A população da Dinamarca é de 5 475 791 pessoas, com uma densidade demográfica de 129,16 habitantes por km². Grande parte da população encontra-se no litoral, principalmente em áreas próximas a capital Copenhague.
O dinamarquês é falado em todo o país, embora um pequeno grupo perto da fronteira alemã também fale alemão.

### Religião
De acordo com as estatísticas oficiais de janeiro de 2014, 78,4% da população da Dinamarca é composta por membros da Igreja Nacional da Dinamarca, a denominação religiosa oficialmente estabelecida, que é luterana na tradição. Isto representa uma queda de 0,7% em relação ao ano anterior e 1,3% inferior em relação a dois anos antes. Apesar dos valores elevados de adesão, apenas 3% da população religiosa afirmam frequentar regularmente os cultos dominicais.
| Religião na Dinamarca | Religião na Dinamarca | Religião na Dinamarca | Religião na Dinamarca | Religião na Dinamarca |
| --------------------- | --------------------- | --------------------- | --------------------- | --------------------- |
| Religião              |                       |                       | Porcentagem           |                       |
| Cristianismo          | Cristianismo          |                       | 83,71%                | 83,71%                |
| Agnosticismo          | Agnosticismo          |                       | 9,94%                 | 9,94%                 |
| Islamismo             | Islamismo             |                       | 3,05%                 | 3,05%                 |
| Ateísmo               | Ateísmo               |                       | 1,42%                 | 1,42%                 |
| Budismo               | Budismo               |                       | 0,38%                 | 0,38%                 |
| Outros                | Outros                |                       | 0,50%                 | 0,50%                 |

A Constituição do país estabelece que os membros da família real devem ser seguidores da Igreja Nacional da Dinamarca, que é a igreja do estado, embora o restante da população seja livre para aderir a outras religiões. Em 1682, o Estado concedeu o reconhecimento limitado a três grupos religiosos dissidentes da Igreja Estabelecida: o catolicismo romano, a Igreja Reformada e o Judaísmo, embora a conversão desses grupos vista pela Igreja da Dinamarca permaneceu ilegal inicialmente. Até os anos 1970, o Estado reconhecia formalmente as "sociedades religiosas" por intermédio de um decreto real. Atualmente, os grupos religiosos não precisam de reconhecimento oficial do governo na Dinamarca, podendo ser concedido a estes o direito de realizar casamentos e outras cerimônias, sem este reconhecimento.
Os muçulmanos na Dinamarca compõem cerca de 3% da população e formam a segunda maior comunidade religiosa do país, além da maior minoria religiosa. Desde 2009, há dezenove comunidades muçulmanas reconhecidas na Dinamarca. De acordo com o Ministério das Relações Exteriores dinamarquês, outros grupos religiosos correspondem a menos de 1% da população individualmente e cerca de 2%, quando considerados em conjunto.
Conforme uma pesquisa feita pelo Eurobarómetro, em 2010, 28% dos cidadãos dinamarqueses entrevistados responderam que "acreditam que existe um Deus", 47% responderam que "acreditam que existe algum tipo de espírito ou força vital" e 24% responderam que "não acreditam que haja qualquer tipo de espírito, Deus ou força vital". Outra pesquisa, realizada em 2009, constatou que 25% dos dinamarqueses acreditam que Jesus Cristo é o filho de Deus, e 18% acreditam que é o salvador do mundo.

## Política

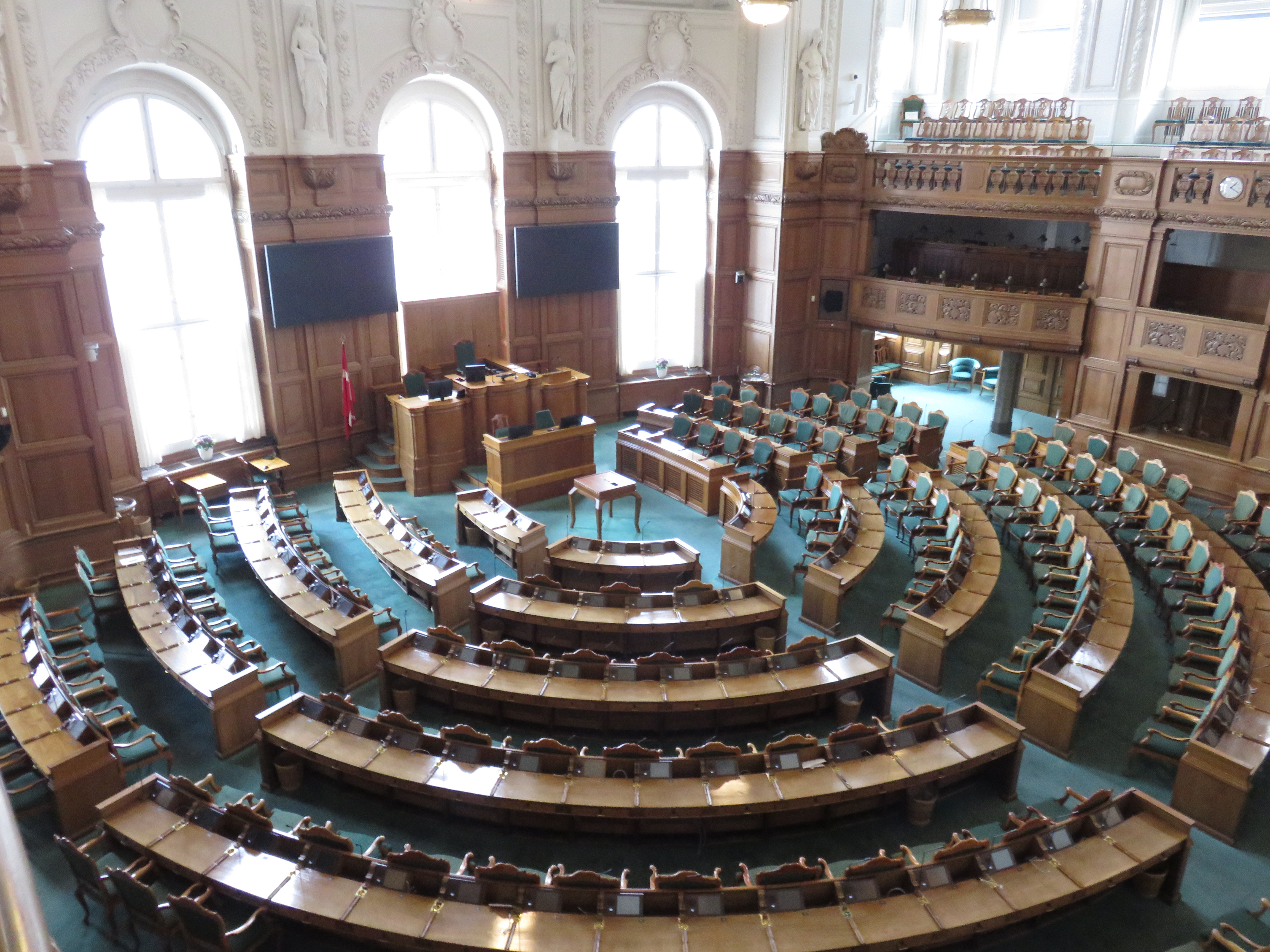
Interior do Parlamento da Dinamarca, em Copenhague

Em 1849, o Reino da Dinamarca passou a ser uma monarquia constitucional com a adaptação de uma nova constituição. O monarca (O  Rei Frederico X) é efectivamente o chefe de estado, a sua função é essencialmente de representação máxima do Estado e do povo. É, à semelhança da generalidade dos chefes de estado das monarquias do norte da Europa, titular de um papel cerimonial que representa a tradição e cultura enraizada do respectivo povo. O poder executivo é exercido pelos ministros, sendo o primeiro-ministro um primeiro entre iguais (primus inter pares). Os tribunais da Dinamarca são funcional e administrativamente independentes dos poderes executivo e legislativo. O atual monarca da Dinamarca é o Rei Frederico X. Seu filho, o Príncipe Christian é o herdeiro do trono.

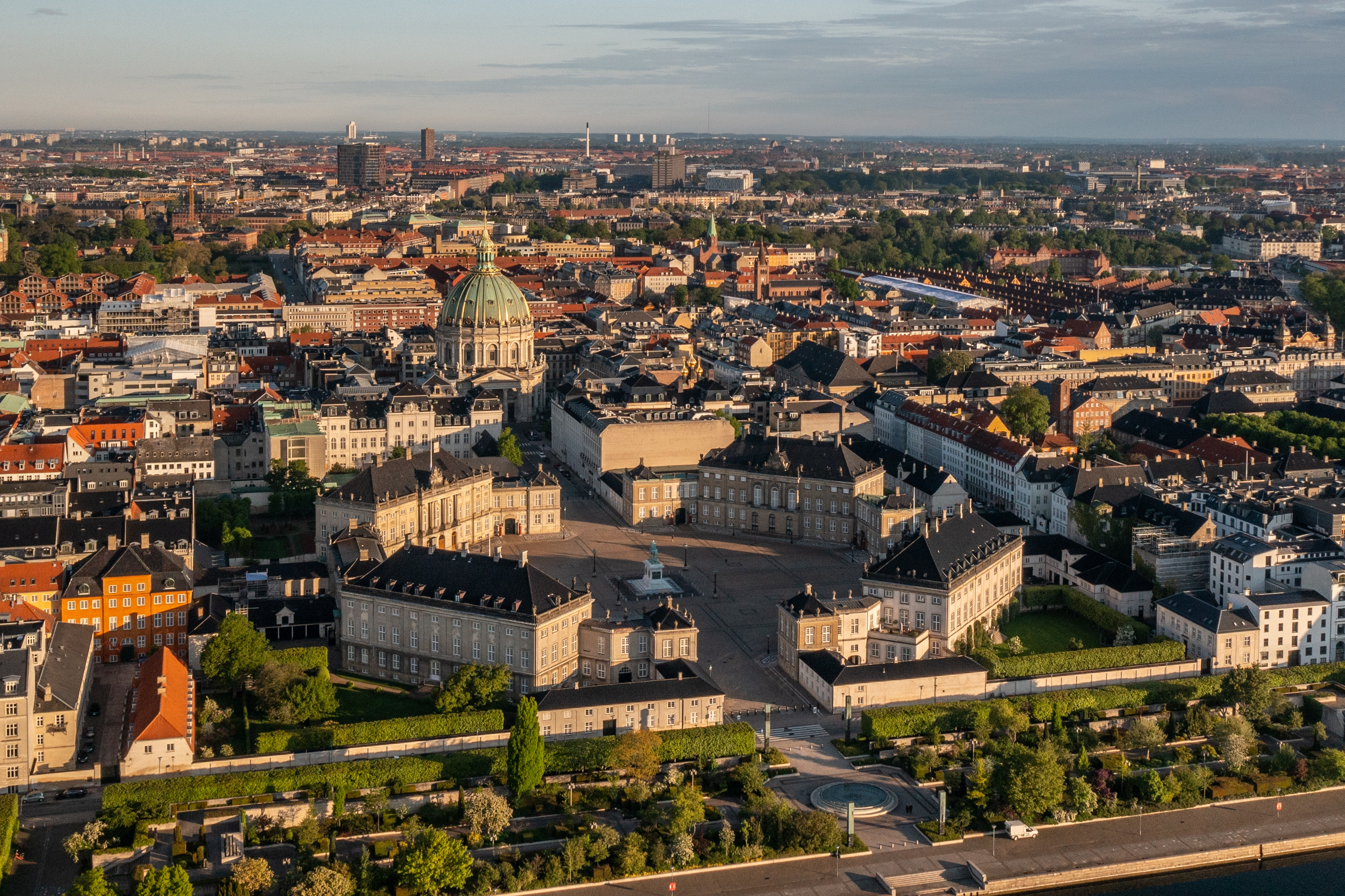
Vista aérea dos conjuntos de Palácios de Amalienborg, residência da Família Real Dinamarquesa.

O Folketing é o parlamento nacional, o órgão legislativo supremo do reino. Em teoria, ele tem a autoridade legislativa suprema de acordo com a doutrina da soberania parlamentar. O parlamento é capaz de legislar sobre qualquer assunto e não é vinculado às decisões de seus antecessores. Entretanto questões sobre soberania têm sido antecipadas por causa da entrada da Dinamarca na União Europeia. Parlamento é composto por 175 membros eleitos por maioria proporcional, além de dois membros da Groenlândia e das Ilhas Faroé cada. As eleições parlamentares são realizadas pelo menos a cada quatro anos, mas está dentro dos poderes do primeiro-ministro pedir ao monarca para chamar para uma eleição antes do prazo decorrido. Em um voto de confiança, o parlamento pode forçar um único ministro ou todo o governo a demitir-se.
O sistema político dinamarquês tradicionalmente tem gerado coligações A maioria dos governos dinamarqueses do pós-guerra foram coalizões minoritárias governando com o apoio dos partidos não governamentais.

### Relações exteriores

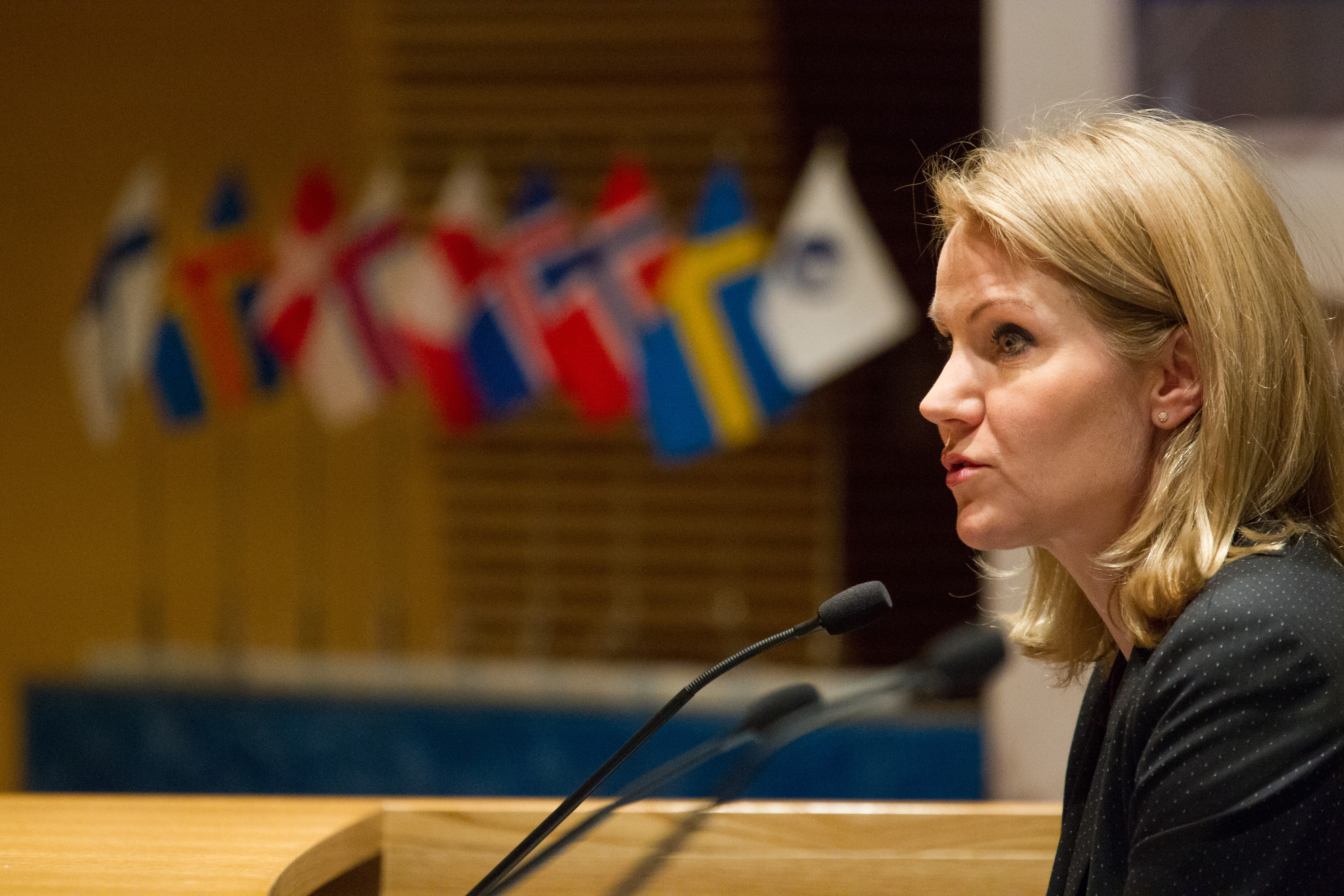
A ex-primeira-ministra Helle Thorning-Schmidt na cúpula do Conselho Nórdico de 2012

A política externa dinamarquesa é baseada na sua identidade como uma nação soberana na Europa. Como tal, o seu principal foco na política externa é em suas relações com outras nações como uma nação independente. A Dinamarca há muito tempo tem boas relações com outras nações. O país esteve envolvido na coordenação da ajuda ocidental para os países bálticos (Estônia, Letônia e Lituânia).
Após a Segunda Guerra Mundial, a Dinamarca terminou com a sua política de neutralidade de mais de duzentos anos. A Dinamarca tem sido um membro da Organização do Tratado do Atlântico Norte (OTAN) desde a sua fundação, em 1949, e a participação na aliança militar continua a ser altamente popular. Houve vários confrontos sérios entre os Estados Unidos e a Dinamarca sobre a política de segurança entre 1982 e 1988, quando uma maioria parlamentar alternativa forçou o governo a adotar posições nacionais específicas sobre as questões nucleares e de controle de armas. Com o fim da Guerra Fria, no entanto, a Dinamarca tem apoiado os objetivos da política dos Estados Unidos dentro da OTAN.

### Forças armadas

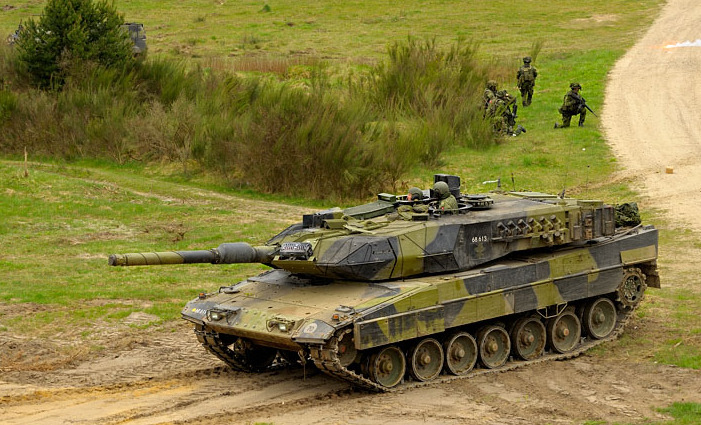
Leopard 2 A5 das forças armadas da Dinamarca.

As forças armadas da Dinamarca são conhecidos como a "Defesa Dinamarquesa". Durante tempos de paz, o Ministério da Defesa emprega cerca de 33 mil soldados no total. Os principais ramos militares empregam quase 27 mil: 15 460 no Exército Real Dinamarquês, 5 300 na Marinha Dinamarquesa e 6 050 na Força Aérea Real Dinamarquesa (todos, incluindo recrutas).
A Agência de Gerenciamento de Emergências Dinamarquês (Beredskabsstyrelsen) emprega 2 000 (incluindo recrutas) e cerca de quatro mil estão em serviços não específicos de cada ramo militar, como o Comando de Defesa Dinamarquês. Além disso em torno de 55 000 servem como voluntários no Guarda Caseira Real Dinamarquesa (Hjemmeværnet).
O país é um forte defensor da manutenção da paz internacional. A Defesa Dinamarquesa tem em torno de 1 400 soldados em missões internacionais, não incluindo as contribuições permanentes da OTAN. As três maiores contribuições estão no Afeganistão (ISAF), Kosovo (KFOR) e no Líbano (UNIFIL). Entre 2003 e 2007, havia cerca de 450 soldados dinamarqueses no Iraque.

## Subdivisões

Subdivisões da Dinamarca depois de 2007

A Dinamarca divide-se em cinco regiões (regioner, singular region, em dinamarquês) nas quais se distribuem 98 municípios. As regiões foram criadas em 1 de janeiro de 2007 como parte da Reforma Estrutural da Dinamarca e substituem os treze antigos condados (amter). Na mesma data, os 270 municípios foram consolidados em 98.
A Groenlândia e as ilhas Faroé integram o Reino da Dinamarca, mas gozam de autonomia e uma grande medida de autogoverno; ambas possuem dois membros, cada, no parlamento dinamarquês.[carece de fontes?]
| Região                           | Capital   | Cidade mais populosa | População | Área (km²) | Densidade pop. (por km²) | Condados correspondentes (1970-2006)                                                                                        |
| -------------------------------- | --------- | -------------------- | --------- | ---------- | ------------------------ | --- |
| Capital (Hovedstaden)            | Hillerød  | Copenhague           | 1.636.749 | 2.561      | 639,1                    | Copenhague e Frederiksborg, e os municípios de Copenhague, Frederiksberg e Bornholm                                         |
| Jutlândia Central (Midtjylland)  | Viburgo   | Aarhus               | 1.227.428 | 13.053     | 94,0                     | Ringkjøbing, quase todo o condado de Aarhus, a porção meridional do condado de Viburgo e a setentrional do condado de Vejle |
| Jutlândia do Norte (Nordjylland) | Aalborg   | Aalborg              | 576.972   | 8.020      | 71,9                     | Jutlândia do Norte, a porção setentrional do condado de Viborg e uma pequena parte do condado de Aarhus                     |
| Zelândia (Sjælland)              | Sorø      | Roskilde             | 816.118   | 7.273      | 112,2                    | Roskilde, Storstrøm e a Zelândia Ocidental                                                                                  |
| Dinamarca do Sul (Syddanmark)    | Vejle     | Odense               | 1.189.817 | 12.191     | 97,5                     | Fiônia, Ribe, Jutlândia do Sul e a metade meridional do condado de Vejle                                                    |
| Dinamarca                        | Copenhaga | Copenhaga            | 5.447.084 | 43.093     | 126,4                    | O país como um todo |

## Economia

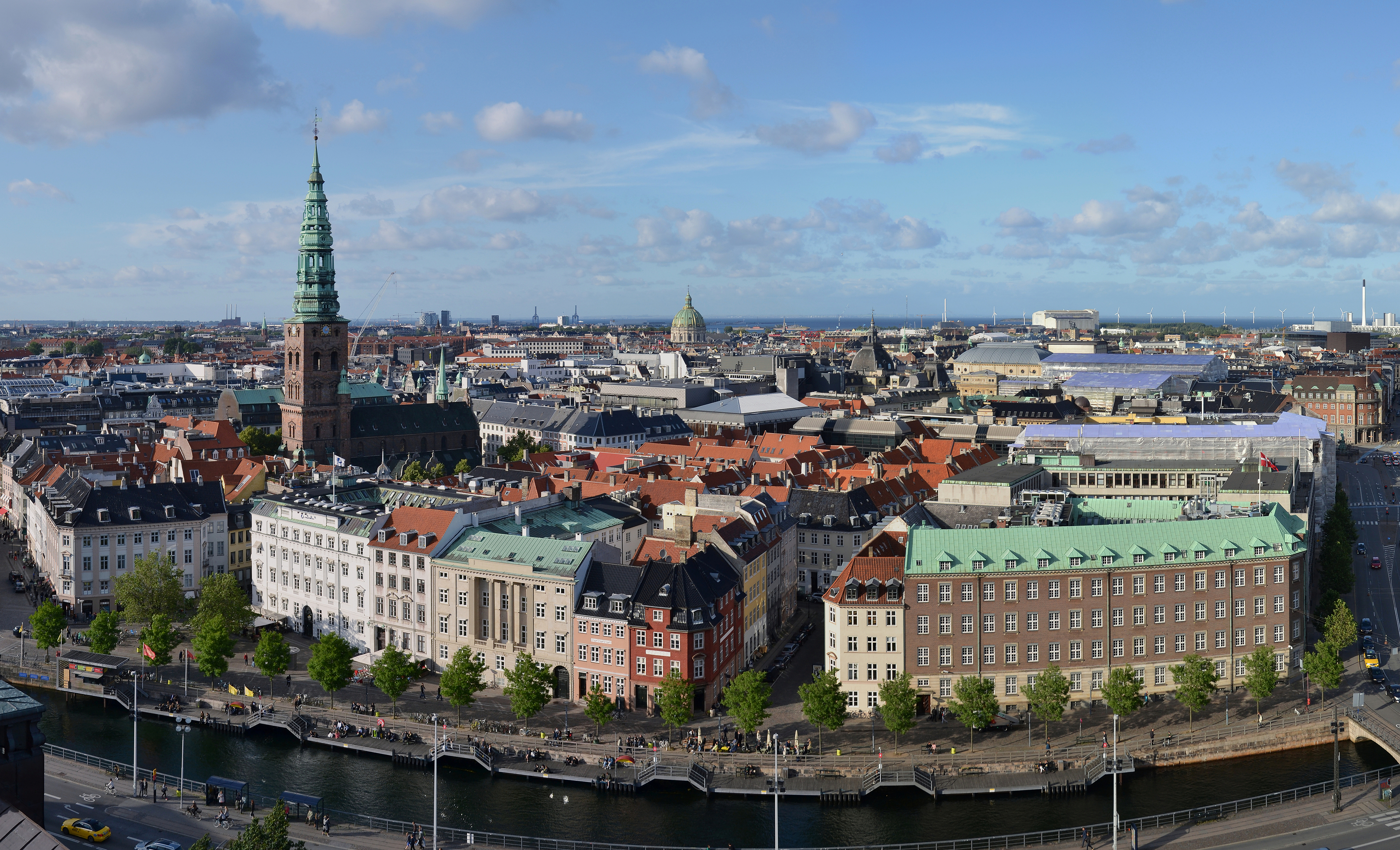
Vista da cidade de Copenhague

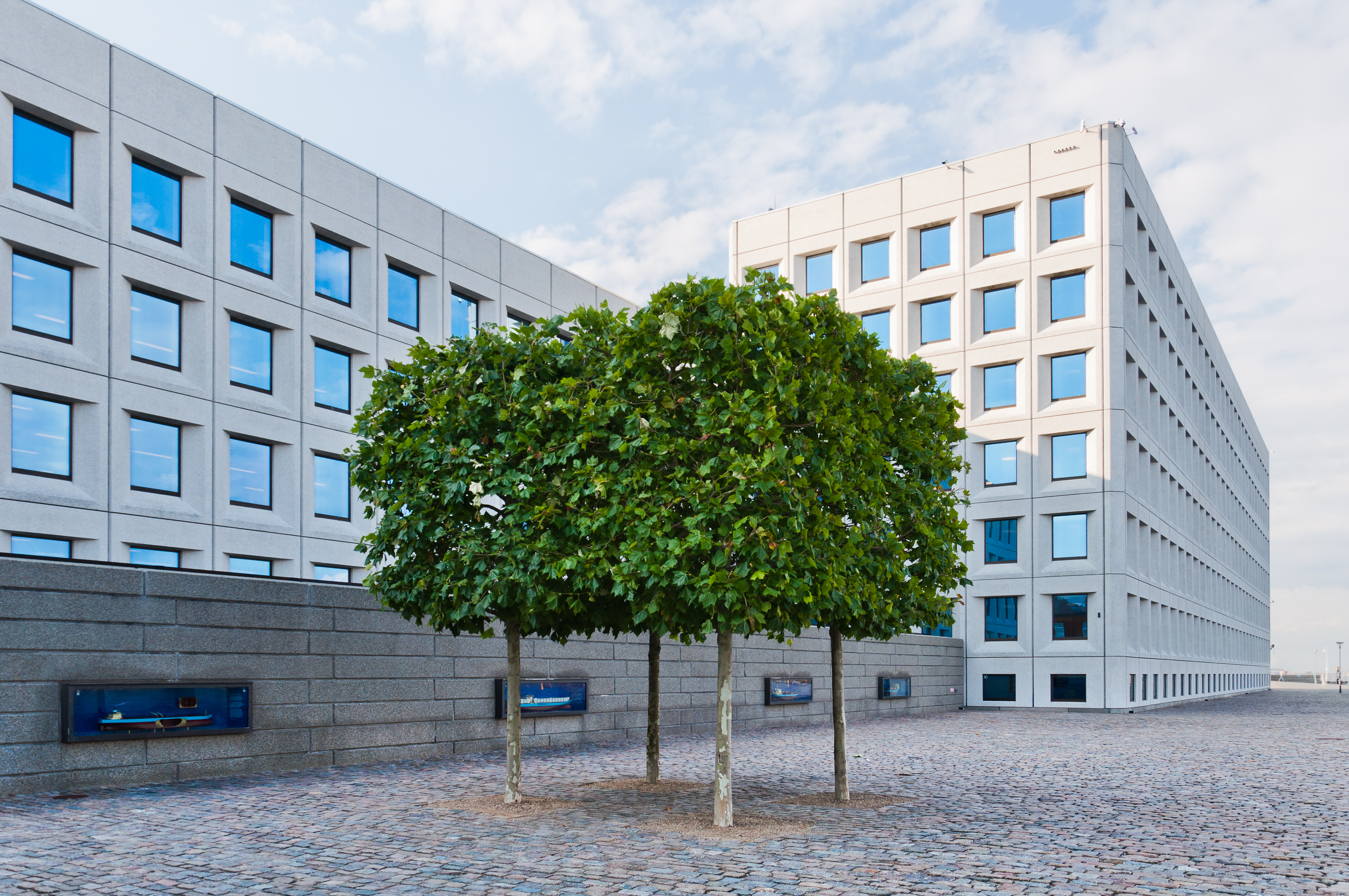
Sede da Maersk em Copenhague

Segundo dados de 2011, a Dinamarca figura como a 31ª maior economia do mundo se considerarmos seu Produto Interno Bruto (PIB) nominal (estimado nesse mesmo ano em US$ 349,1 bilhões/mil milhões), enquanto seu PIB medido de acordo com sua Paridade de Poder de Compra foi considerado o 52º maior do mundo em 2011 (calculado nesse período em US$ 208,8 bilhões/mil milhões).
A economia da Dinamarca é dependente dos intercâmbios comerciais com os outros países e da capacidade de influência nas conjunturas internacionais e nos fatores econômicos. O valor das exportações e importações compõe cerca de um 1/3 do PIB do país. Grande parte dos intercâmbios comerciais são feitos com demais países da União Europeia. O sócio de comércio bilateral mais importante é a Alemanha, tendo uma boa interação económica com a Suécia e a Grã-Bretanha. Fora da UE, a Dinamarca mantém relações comerciais com a Noruega, os Estados Unidos e o Japão.[carece de fontes?]
Desde a Segunda Guerra Mundial, as exportações dinamarquesas têm-se expandido. A venda de produtos industriais ultrapassou a exportação agrária, ocupando um lugar cada vez mais importantes dentro da pauta de exportações da Dinamarca. No final dos anos 1990, a exportação industrial constituiu aproximadamente 80% do valor total das vendas ao exterior, enquanto as vendas de produtos agrários representaram 11%. As áreas de ferramentas e maquinaria formam 26% do total das exportações industriais, os produtos químicos representam 12% e os produtos da indústria agroalimentícia, incluída carne de conserva, atendem a 4%. O forte crescimento económico da Dinamarca entre as décadas de 1960 e 1980 não refletiu num bom desempenho nos anos 1990, o que influenciou numa ligeira queda na exportação na área de serviços.[carece de fontes?]
Na pauta de importações, os principais produtos comprados são matérias-primas e produtos semifabricados, incluindo a energia. A compra de maquinaria e equipamentos de produção para indústria e comércio representa 67% do valor total de importações. Nos anos 1980, a importação de energia caiu significativamente, devido ao aumento da produção interna de petróleo. Os outros 33% de importações são de produtos de consumo, especificamente automóveis.

## Infraestrutura

### Educação

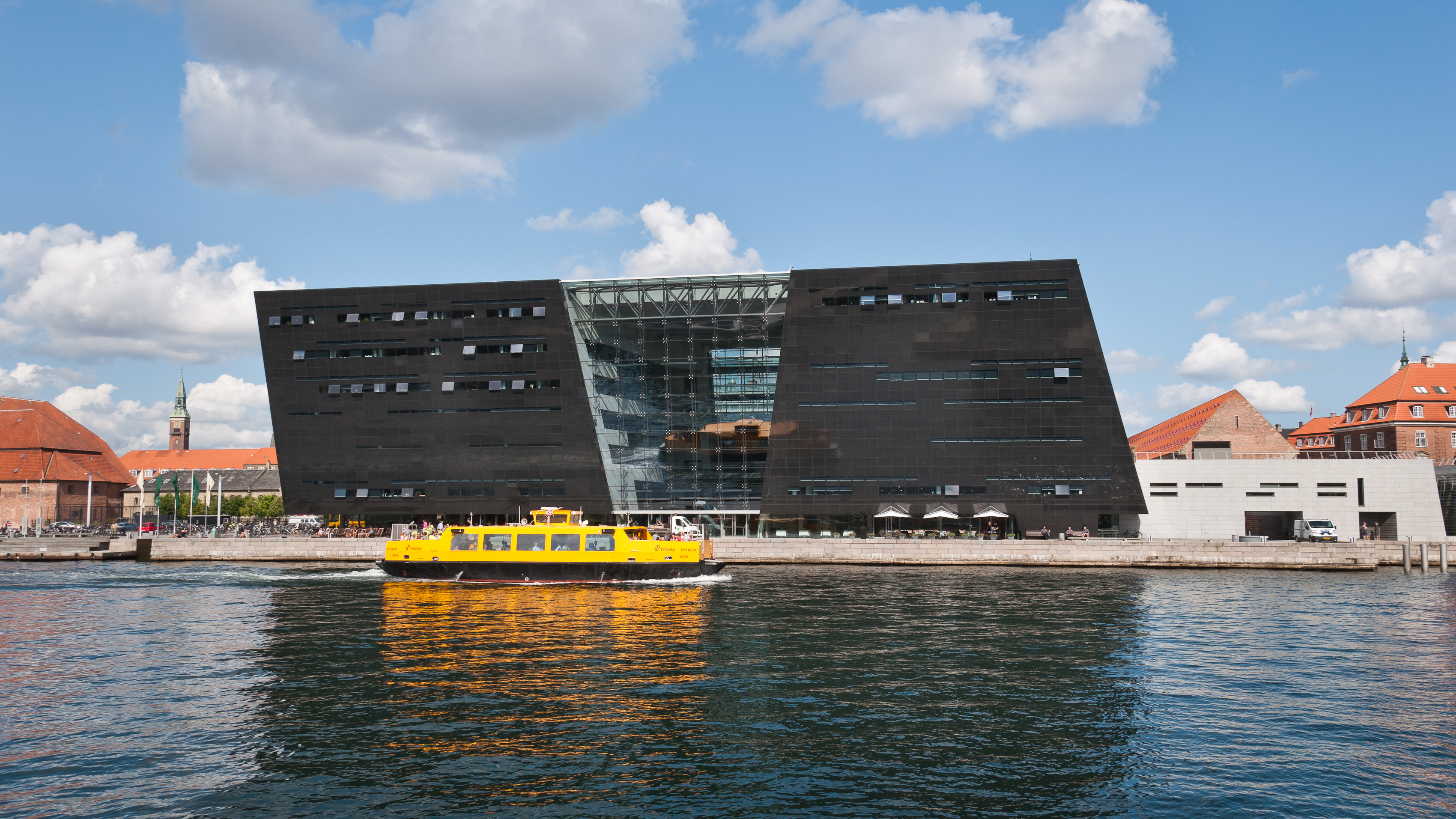
Sede da Real Biblioteca Dinamarquesa

Todos os programas educacionais na Dinamarca são regulados pelo Ministério da Educação e administrados pelos municípios locais. O folkeskole abrange todo o período da escolaridade obrigatória, englobando o ensino primário e o ensino secundário. A maioria das crianças frequenta o folkeskole por 10 anos, das idades de 6 a 16 anos. Não há exames finais, mas os alunos podem optar por um teste quando terminam o nono ano (14 a 15 anos de idade). O teste é obrigatório se houver formação adicional. Os alunos podem, em alternativa, frequentar uma escola independente (friskole) ou uma escola privada (privatskole), como escolas cristãs ou escolas estrangeiras.

### Energia

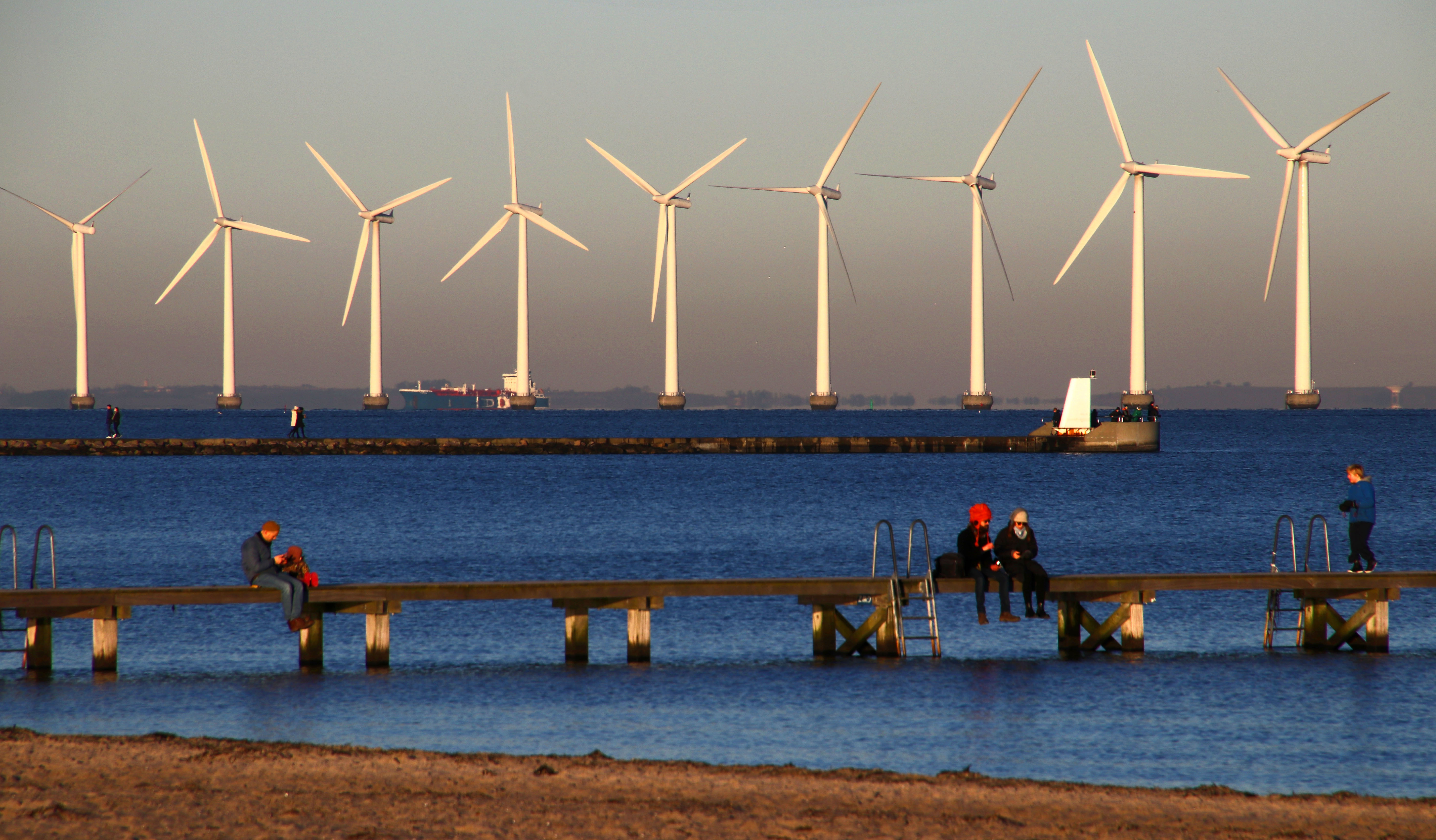
Parque eólico Middelgrunden em Copenhague

A Dinamarca tem fontes consideráveis de petróleo e gás natural no Mar do Norte e classificada como o 32ª maior exportador líquido de petróleo bruto do mundo e estava produzindo 259 980 barris de petróleo por dia em 2009. A maior parte da eletricidade é produzida a partir de carvão, mas, no final de 2015, 42% da demanda de eletricidade era fornecida através de turbinas eólicas.
A Dinamarca é um líder de longa data em energia eólica e, em maio de 2011, a Dinamarca investia 3,1% do seu produto interno bruto em tecnologias de eficiência energética e em fontes de energias renováveis (limpas), algo em torno de 6,5 bilhões de euros. A Dinamarca é interligada por linhas de transmissão de energia elétrica para outros países europeus. Em 6 de setembro de 2012, o país construiu a maior turbina eólica do mundo e vai acrescentar mais quatro nos próximos quatro anos.
O setor elétrico Dinamarca integrou fontes de energia como a energia eólica para a rede nacional. Dinamarca agora pretende se concentrar em sistemas de baterias inteligentes (V2G) e em veículos elétricos no setor dos transportes.

### Saúde

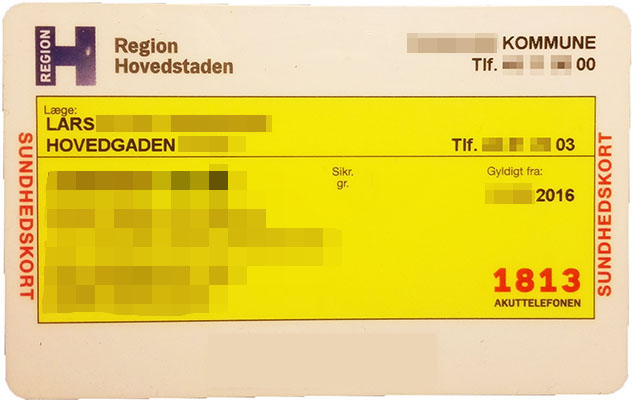
Cartão de acesso ao serviço público de saúde dinamarquês

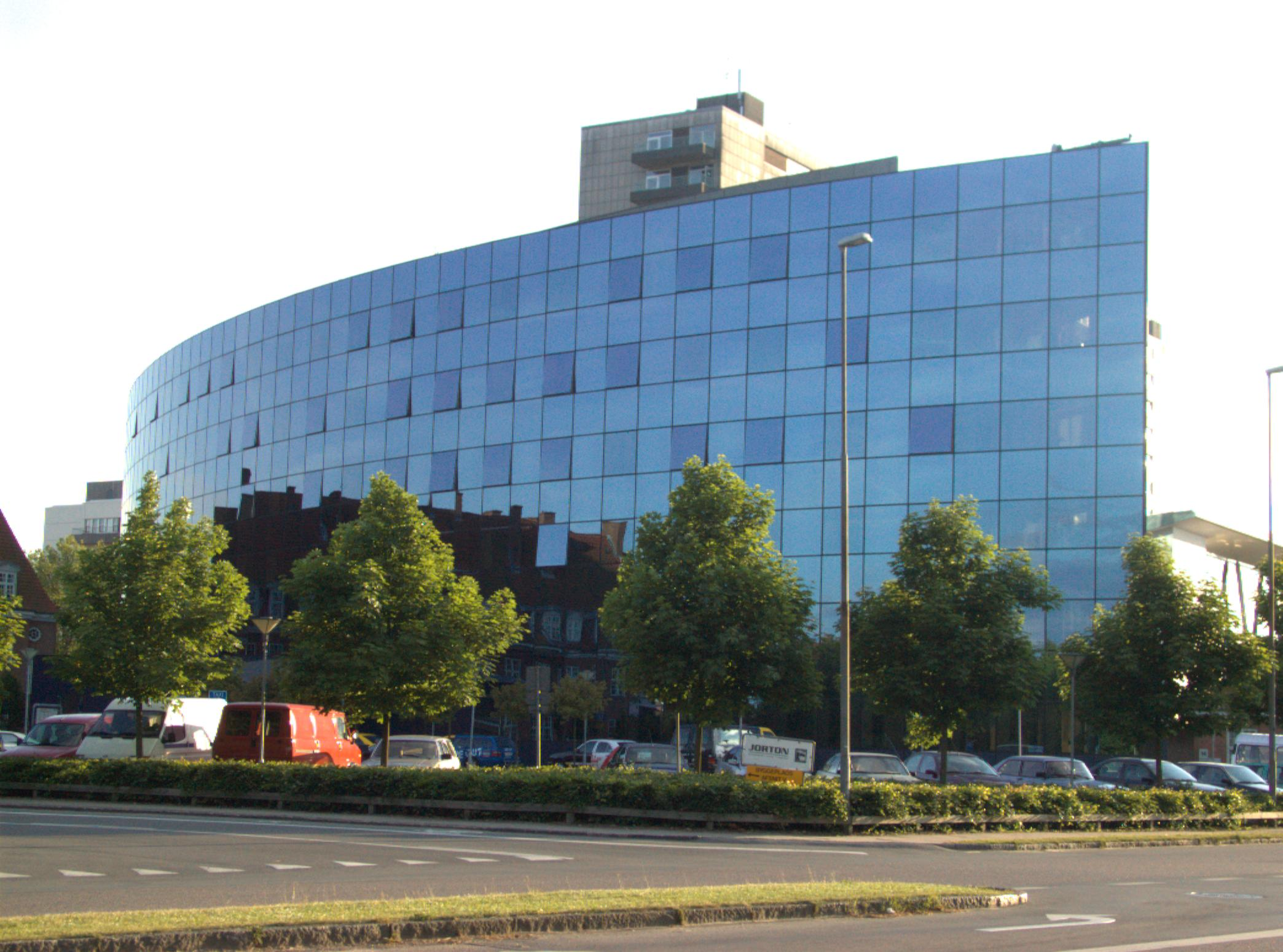
Hospital Universitário de Odense

Em 2015, a Dinamarca tinha uma esperança de vida de 80,6 anos de idade, sendo que os homens dinamarqueses vivem, em média, 78,6 anos, e as mulheres vivem 82,5 anos em média. Houve um aumento na expectativa, tendo em vista que, em 2000, a média era de 76,9 anos. Esta é a 27ª melhor esperança de vida entre 193 nações, atrás dos outros países nórdicos. O Instituto Nacional de Saúde Pública da Universidade do Sul da Dinamarca calculou 19 importantes fatores de risco entre os dinamarqueses, que contribuem para a redução da expectativa de vida, incluindo o fumo, álcool, abuso de drogas e inatividade física. Embora a taxa de obesidade seja menor que na América do Norte e na maioria dos outros países europeus, o grande número de dinamarqueses com sobrepeso é um problema crescente e resulta em um consumo adicional anual, no sistema de saúde, de 1,625 milhões de coroas dinamarquesas. Em um estudo de 2012, a Dinamarca teve a maior taxa de câncer entre todos os países listados pelo World Cancer Research Fund International, com pesquisadores sugerindo que os motivos vão desde fatores relacionados ao estilo de vida, como consumo abusivo de álcool e tabagismo, até a falta de atividades físicas.
A Dinamarca tem um sistema de saúde de caráter universal e público, caracterizado por ser financiado publicamente através de impostos e, para a maioria dos serviços, ser executado diretamente pelas autoridades regionais. Uma das fontes de renda é uma contribuição nacional de saúde (sundhedsbidrag), da ordem de 1% em 2017. Outra fonte vem dos municípios que tiveram seus impostos de renda aumentados em 3 pontos percentuais a partir de 1º de janeiro de 2007, uma contribuição confiscada do antigo imposto municipal, sendo usado desde janeiro de 2007 para fins de saúde pelos municípios. Isso significa que a maioria dos serviços de saúde é gratuito no ponto de entrega para todos os residentes. Além disso, aproximadamente dois em cada cinco dinamarqueses têm plano de saúde complementar privado, para cobrir serviços não totalmente cobertos pelo estado, como a fisioterapia. Desde 2012, a Dinamarca destina 11,2% do seu Produto interno bruto (PIB) em cuidados de saúde, representando um aumento de 9,8% desde 2007. Isto coloca a Dinamarca acima da média da OCDE e acima da média dos gastos com saúde registrados por outros países nórdicos.

## Cultura

Hans Christian Andersen, dinamarquês autor de vários contos infantis famosos.

A Dinamarca, como seus vizinhos escandinavos, tem sido historicamente uma das culturas mais socialmente progressistas do mundo. Em 1969, o país foi o primeiro a legalizar a pornografia e, em 2012, a Dinamarca substituiu suas leis de "parceria registrada", que tinha sido o primeiro país a introduzir, em 1989, o casamento igualitário. A modéstia, a pontualidade, mas acima de tudo, a igualdade, são aspectos importantes da maneira de viver dos dinamarqueses.
As descobertas astronômicas de Tycho Brahe (1546-1601), a articulação negligenciada de Ludwig A. Colding (1815-1888) do princípio da conservação de energia e as contribuições para a física atômica de Niels Bohr (1885-1962) indicam a gama de realizações científicas dinamarquesas. Os contos de fadas de Hans Christian Andersen (1805-1875), os ensaios filosóficos de Søren Kierkegaard (1813-1855), os contos de Karen Blixen (pseudônimo Isak Dinesen, (1885-1962), as peças de Ludvig Holberg (1684 -1754) e a densa poesia aforística de Piet Hein (1905-1996), ganharam reconhecimento internacional, assim como as sinfonias de Carl Nielsen (1865-1931). A partir de meados da década de 1990, os filmes dinamarqueses têm atraído a atenção internacional, especialmente aqueles associados com Dogma 95 como os de Lars von Trier.

### Literatura e filosofia
A primeira literatura dinamarquesa conhecida são os mitos e folclore dos séculos X e XI. Saxão Gramático, historiador da Dinamarca medieval e normalmente considerado o primeiro escritor dinamarquês, trabalhou para o bispo Absalão de Lund em uma crônica da história dinamarquesa (Gesta Danorum). Muito pouco se sabe de outra literatura dinamarquesa da Idade Média. Com o Iluminismo veio Ludvig Holberg, cujas peças de comédia ainda hoje são encenadas.
Na literatura, o dinamarquês mais conhecido é provavelmente Hans Christian Andersen, um escritor famoso principalmente devido aos seus contos de fadas, como As Roupas Novas do Imperador e O Patinho Feio.
A filosofia dinamarquesa tem uma longa tradição como parte da filosofia ocidental. Talvez o filósofo dinamarquês mais influente tenha sido Søren Kierkegaard, o criador do existencialismo cristão. Kierkegaard tinha alguns seguidores dinamarqueses, incluindo Harald Høffding, que mais tarde em sua vida se juntou ao movimento do positivismo. Entre os outros seguidores de Kierkegaard estão Jean-Paul Sartre, que ficou impressionado com as opiniões de Kierkegaard sobre o indivíduo e Rollo May, que ajudou a criar a psicologia humanista. Outro filósofo dinamarquês digno de nota é Grundtvig, cuja filosofia deu origem a uma nova forma de nacionalismo não agressivo na Dinamarca, e que também é influente por suas obras teológicas e históricas.

### Esportes

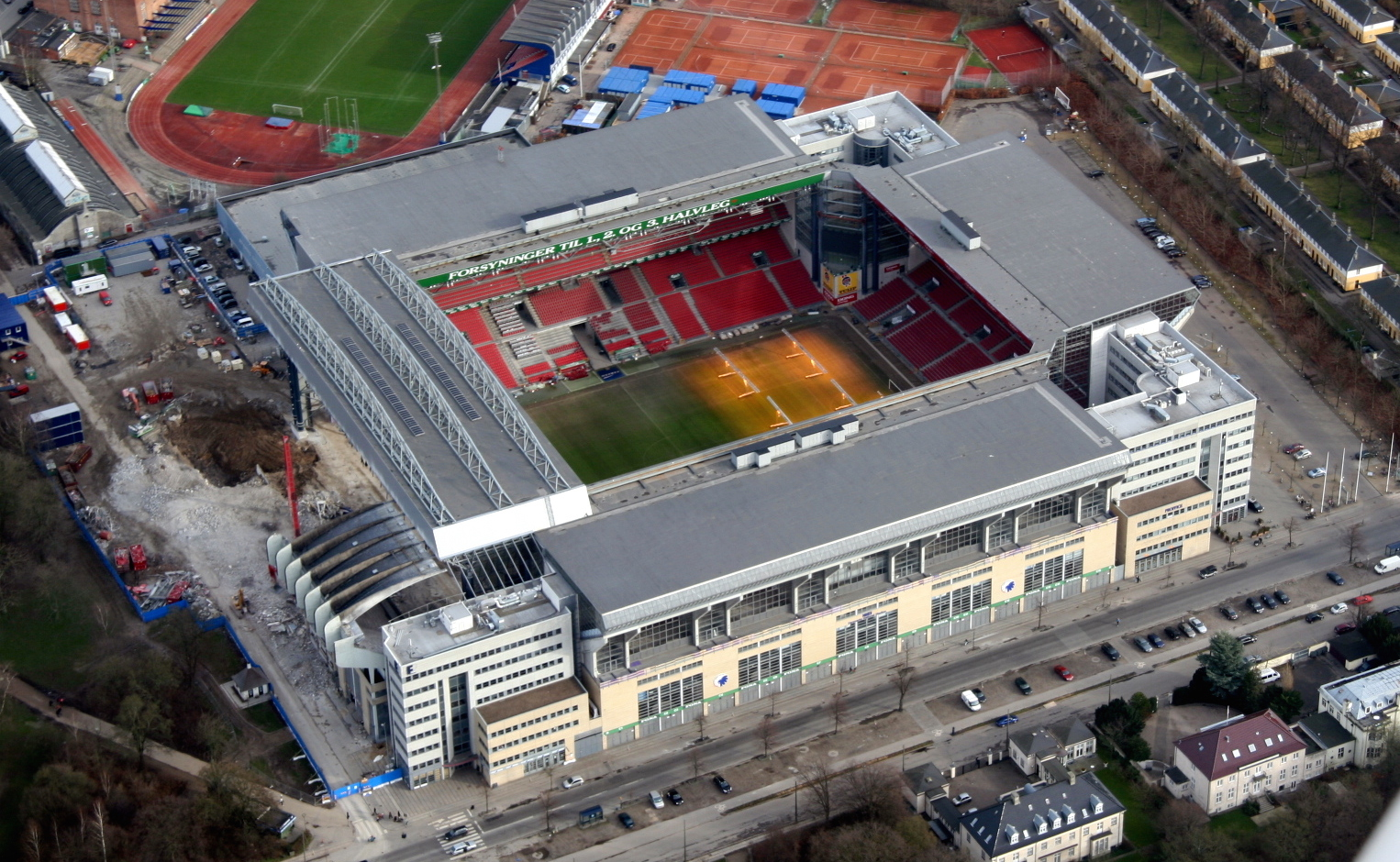
Estádio Parken em Copenhaga.

O desporto mais popular na Dinamarca é o futebol. Vela e outros desportos aquáticos são populares, assim como golfe e desportos indoor, como badmínton, handebol, e várias formas de ginástica. O piloto de maior sucesso de todos os tempos nas 24 Horas de Le Mans, com 8 primeiros lugares, é Tom Kristensen.
Outros desportistas notáveis da Dinamarca são: o artilheiro de futebol americano da National Football League Morten Andersen, os ciclistas Bjarne Riis, Rolf Sørensen, e Michael Rasmussen, os jogadores de badminton Peter Gade e Camilla Martin, o mesatenista Michael Maze, os jogadores de futebol Michael Laudrup, Brian Laudrup e Peter Schmeichel. A tenista Caroline Wozniacki, que já foi a número 1 do ranking da WTA. A Dinamarca é também a casa e o local de nascimento do ex-campeão mundial da WBA e WBC, Mikkel Kessler, e da golfista Thomas Bjorn, que ganhou vários eventos internacionais.[carece de fontes?]
Em 1992, a Seleção dinamarquesa de futebol venceu o Campeonato Europeu. Em Copas do Mundo, a melhor colocação da Dinamarca foram as quartas de final de 1998.
O baterista da banda Metallica, Lars Ulrich é dinamarquês e filho do tenista e também dinamarquês Torben Ulrich.